# Piwniczna-Zdrój (przystanek kolejowy)
Piwniczna-Zdrój – przystanek osobowy w Piwnicznej-Zdroju, w województwie małopolskim, w Polsce. Wybudowana w 1886. Leży na szlaku Tarnów – Leluchów. Posiada 1 peron. Budynek stacyjny jest używany zgodnie z przeznaczeniem. Kasa biletowa zamknięta w 2010 roku.

## Ruch pasażerski
| Rok  | Wymiana pasażerska na dobę |
| ---- | -------------------------- |
| 2017 | 50919                      |
| 2022 | 200-299                    |